# Municipio de Roosevelt (Dakota del Norte)
El municipio de Roosevelt (en inglés: Roosevelt Township) es un municipio ubicado en el condado de Renville en el estado estadounidense de Dakota del Norte. En el año 2010 tenía una población de 25 habitantes y una densidad poblacional de 0,27 personas por km².

## Geografía
El municipio de Roosevelt se encuentra ubicado en las coordenadas 48°40′10″N 101°46′00″O / 48.66944, -101.76667. Según la Oficina del Censo de los Estados Unidos, el municipio tiene una superficie total de 92.68 km², de la cual 87,09 km² corresponden a tierra firme y (6,03 %) 5,58 km² es agua.

## Demografía
Según el censo de 2010, había 25 personas residiendo en el municipio de Roosevelt. La densidad de población era de 0,27 hab./km². De los 25 habitantes, el municipio de Roosevelt estaba compuesto por el 100 % blancos. Del total de la población el 20 % eran hispanos o latinos de cualquier raza.